# 雷文伍德 (密蘇里州)
雷文伍德（英語：Ravenwood）是位於美國密蘇里州諾德韋縣的城市。

## 人口
根據2020年美國人口普查的數據，雷文伍德的面積為0.78平方千米，皆為陸地。當地共有人口439人，而人口密度為每平方千米563人。